# Cladonia corymbosula
Cladonia corymbosula är en lavart som beskrevs av Nyl. Cladonia corymbosula ingår i släktet Cladonia och familjen Cladoniaceae.   Inga underarter finns listade i Catalogue of Life.